# Glaucocharis rusticula
Glaucocharis rusticula là một loài bướm đêm trong họ Crambidae.